# Lijst van nummer 1-hits in Noorwegen in 1962
Deze hits stonden in 1962 op nummer 1 in de VG-lista, de bekendste hitlijst in Noorwegen.
| Nummer | Week | Artiest        | Titel                                                |
| ------ | ---- | -------------- | ---------------------------------------------------- |
| 26     | 1    | Cliff Richard  | When the girl in your arms is the girl in your heart |
|        | 2    | Cliff Richard  | When the girl in your arms is the girl in your heart |
| 27     | 3    | Pat Boone      | Johnny Will                                          |
|        | 4    | Pat Boone      | Johnny Will                                          |
| 28     | 5    | Leroy Van Dyke | Walk on by                                           |
|        | 6    | Leroy Van Dyke | Walk on by                                           |
|        | 7    | Leroy Van Dyke | Walk on by                                           |
|        | 8    | Leroy Van Dyke | Walk on by                                           |
| 29     | 9    | Grynet Molvig  | Det var du som sa nei                                |
|        | 10   | Grynet Molvig  | Det var du som sa nei                                |
|        | 11   | Grynet Molvig  | Det var du som sa nei                                |
| 30     | 12   | Anita Lindblom | Sån't är livet EP                                    |
|        | 13   | Anita Lindblom | Sån't är livet EP                                    |
|        | 14   | Anita Lindblom | Sån't är livet EP                                    |
|        | 15   | Anita Lindblom | Sån't är livet EP                                    |
|        | 16   | Anita Lindblom | Sån't är livet EP                                    |
|        | 17   | Anita Lindblom | Sån't är livet EP                                    |
|        | 18   | Anita Lindblom | Sån't är livet EP                                    |
| 31     | 19   | Conny Froboess | Zwei kleine Italiener                                |
|        | 20   | Conny Froboess | Zwei kleine Italiener                                |
| 32     | 21   | Elvis Presley  | Good Luck Charm                                      |
|        | 22   | Elvis Presley  | Good luck charm                                      |
|        | 23   | Elvis Presley  | Good luck charm                                      |
|        | 24   | Elvis Presley  | Good luck charm                                      |
|        | 25   | Elvis Presley  | Good luck charm                                      |
|        | 26   | Elvis Presley  | Good luck charm                                      |
|        | 27   | Elvis Presley  | Good luck charm                                      |
|        | 28   | Elvis Presley  | Good luck charm                                      |
|        | 29   | Elvis Presley  | Good luck charm                                      |
|        | 30   | Elvis Presley  | Good luck charm                                      |
|        | 31   | Elvis Presley  | Good luck charm                                      |
| 33     | 32   | Pat Boone      | Speedy Gonzales                                      |
|        | 33   | Pat Boone      | Speedy Gonzales                                      |
|        | 34   | Pat Boone      | Speedy Gonzales                                      |
|        | 35   | Pat Boone      | Speedy Gonzales                                      |
|        | 36   | Pat Boone      | Speedy Gonzales                                      |
|        | 37   | Pat Boone      | Speedy Gonzales                                      |
| 34     | 38   | Bobby Vinton   | Roses are red (my love)                              |
|        | 39   | Bobby Vinton   | Roses are red (my love)                              |
| 35     | 40   | Elvis Presley  | She's not you                                        |
|        | 41   | Elvis Presley  | She's not you                                        |
|        | 42   | Elvis Presley  | She's not you                                        |
|        | 43   | Elvis Presley  | She's not you                                        |
|        | 44   | Elvis Presley  | She's not you                                        |
|        | 45   | Elvis Presley  | She's not you                                        |
| 36     | 46   | Little Eva     | The loco-motion                                      |
|        | 47   | Little Eva     | The loco-motion                                      |
| 37     | 48   | Elvis Presley  | King of the whole wide world                         |
|        | 49   | Elvis Presley  | King of the whole wide world                         |
| 38     | 50   | Elvis Presley  | Return to sender                                     |
|        | 51   | Elvis Presley  | Return to sender                                     |
|        | 52   | Elvis Presley  | Return to sender                                     |